# Nico Santos

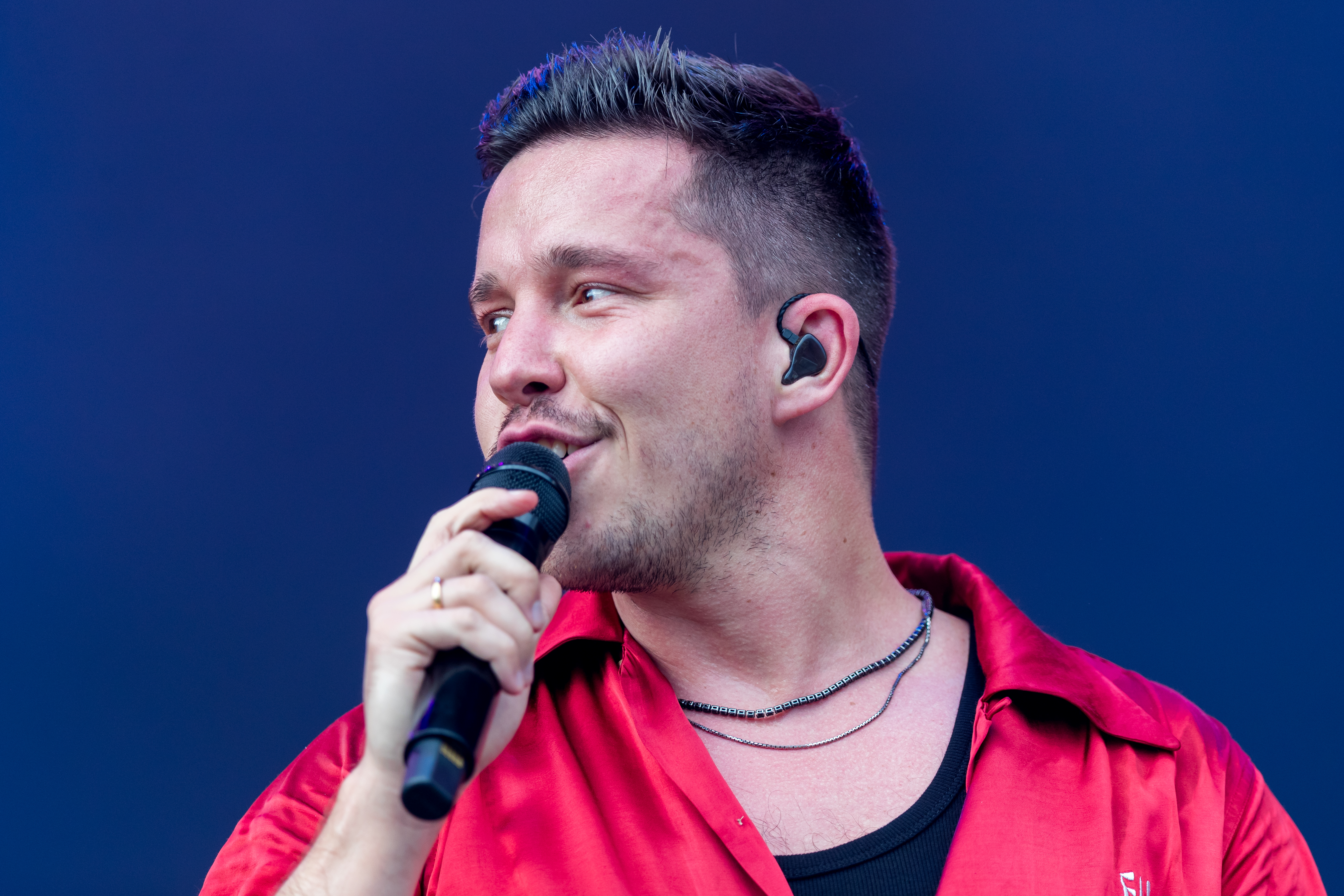
Nico Santos, 2024

Nico Santos (* 7. Januar 1993 als Nico Wellenbrink in Bremen) ist ein deutscher Singer-Songwriter. Seine erfolgreichsten Stücke sind Home (mit Topic), Rooftop, Safe und Better. Als Co-Autor war er unter anderem an Titeln auf Bushidos und Shindys Album Cla$$ic, Mark Forsters Single Wir sind groß und Helene Fischers Single Achterbahn beteiligt.

## Biografie

### Privates
Santos ist der Sohn des Schauspielers Egon Wellenbrink und dessen Frau Lisa. Kurz nach seiner Geburt zog die Familie auf die Insel Mallorca, weshalb er später den spanischklingenden Künstlernamen Santos annahm. Er besuchte die Grundschule in Es Capdellà, in der er auch auf Spanisch und Katalanisch unterrichtet wurde.
Seine Schwester aus der ersten Ehe seines Vaters, Susanna Wellenbrink, und deren Tochter Mia-Sophie sind als Schauspielerinnen tätig. Er hat eine weitere jüngere Schwester, die in Palma studiert hat. Im Juni 2022 heiratete er seine langjährige Freundin Aileen; 2024 wurde er Vater.

### Karriere als Musiker
Seine Eltern hatten eigene Bands und unterstützten ihn. So nahm er mit fünf Jahren zusammen mit seiner jüngeren Schwester Clarissa Strophen für Kinderhörspiele im Studio seines Vaters auf. Zudem erhielt er ab dem Alter von sechs Jahren Klavierunterricht und lernte Singen und Tanzen. Bereits in jungen Jahren trat er in Spanien auf Festivals auf und spielte teils von ihm und seinem Vater produzierte Lieder. Neben seiner Musikkarriere arbeitete er in einem Club-Hotel auf Mallorca als Animateur.
Auch in Deutschland folgten Auftritte, einer davon gemeinsam mit Max Mutzke, Aura Dione und Robyn für ProSieben. Auf YouTube lud er sowohl Coversongs als auch Eigenkompositionen hoch, darunter auch Eres Perfecta. Dieses Lied wurde zu einem Überraschungserfolg und innerhalb kürzester Zeit mehrere hunderttausend Mal angeklickt.
2012 schloss er sich mit dem US-amerikanischen Rapper KY zusammen. Gemeinsam traten sie als KY & Nico auf. 2013 trennte sich das Duo. Im Frühjahr 2013 lernte Santos den Hip-Hop-Produzenten B-Case kennen, der zu jener Zeit im Bereich der House-Musik aktiv war. Gemeinsam schrieben sie mehrere Stücke, wovon ein erstes Resultat das Lied Feel It war, das B-Case bereits seit längerer Zeit mit Jack Holiday und Tony T. in Planung hatte.
Anfang 2014 nahm er gemeinsam mit B-Case das Lied Lucky L auf, das an die Comicfigur Lucky Luke angelehnt ist. Der Song konnte den Erfolg von Feel It übertreffen und in den internationalen DJ-Charts auf Platz 6, auf iTunes auf Platz 19 und in den Bravo-Charts auf Platz 5 vorrücken. Dort hielt er sich über 10 Wochen in den Top-10. Wenige Wochen später veröffentlichten sie eine Akustikversion des Tracks. Der Song Symphony schaffte es im Oktober 2014 in die deutschen Mainstream-Airplay- und die Bravo-Leser-Charts.
Parallel zur Zusammenarbeit mit B-Case nahm er 2015 mit dem Schweizer DJ und Produzenten Mr.Da-Nos das Lied Holding On auf, das zum Titel-Song des deutschen Kinofilmes 3 Türken und ein Baby wurde. Mit Holding On gelang Santos erstmals der Sprung in die offiziellen Single-Charts der Schweiz. 2016 erschien das Lied Home, das in Zusammenarbeit mit dem Musiker Topic entstand. In Deutschland und Österreich rückte Home jeweils bis auf Platz zwölf und zehn vor, in Australien erreichte er Platz elf der offiziellen Charts und wurde mit Platin ausgezeichnet. Eine weitere Single folgte gemeinsam mit Micar unter dem Titel Brothers in Arms, die ebenfalls den Bereich Deep-House vertritt. In Portugal gelang ihm im Frühjahr in Zusammenarbeit mit Lvndscape und Holland Park mit der Tropical-House-Single Waterfalls ein kommerzieller Erfolg.
Im April 2017 erschien die Single Goodbye to Love, die von dem norwegischen DJ-Duo Broiler gefeatured wird. Im Spätsommer 2017 veröffentlichte Santos die erste Single-Auskopplung seines Debüt-Solo-Albums. Diese trug den Titel Rooftop, und entwickelte sich im Laufe des Herbstes zu einem kommerziellen Erfolg in mehreren europäischen Ländern und erreichte Top-10-Platzierungen in Deutschland und Österreich. Unter anderem Chris Cronauer und Michelle Leonard unterstützten ihn beim Songwriting. Ebenfalls erschien im Spätsommer 2017 mit Haie ein Gastbeitrag auf dem Kollaborationsalbum Royal Bunker von Sido und Kool Savas.

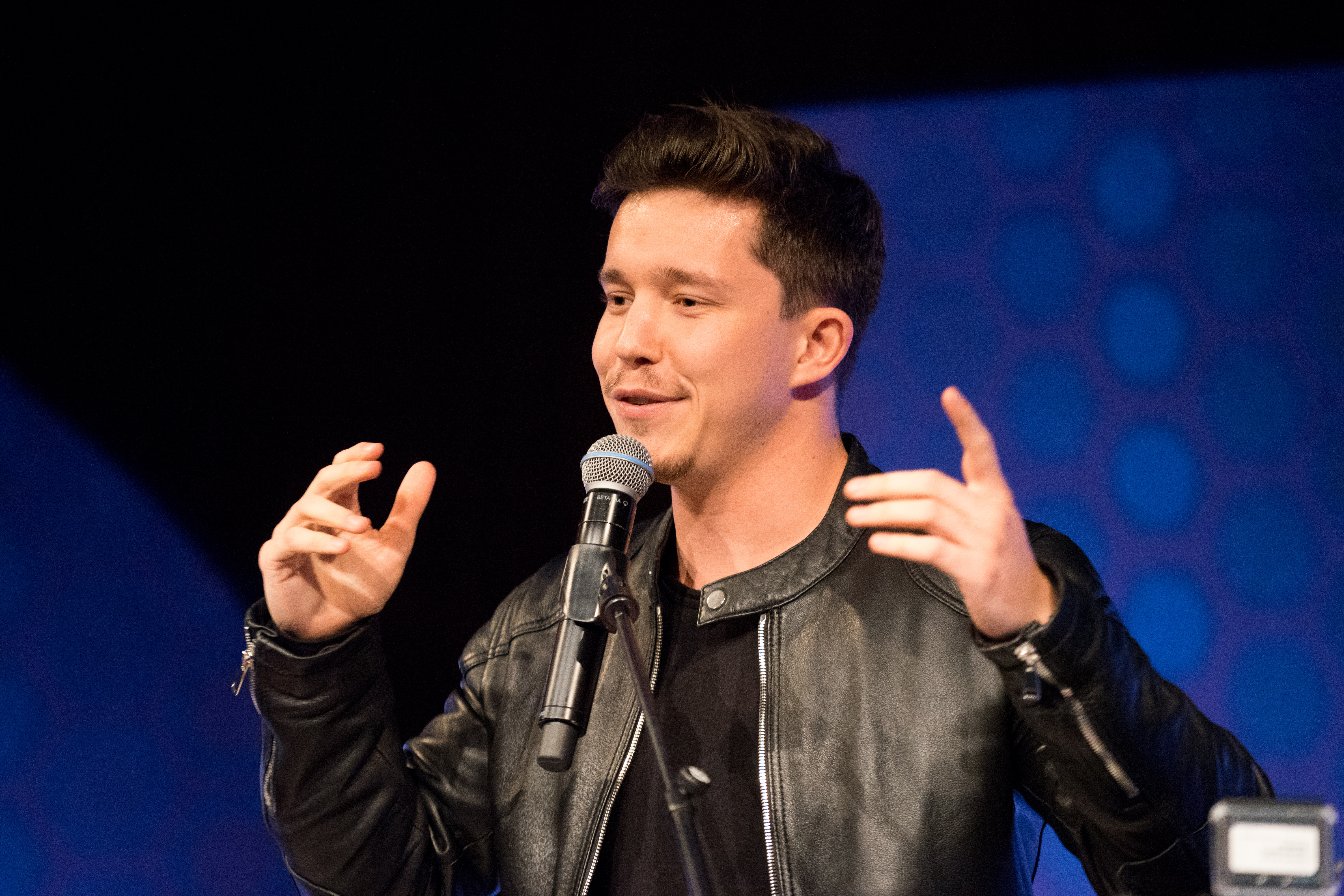
Nico Santos, 2018

Nachdem die Lieder Safe und Oh Hello als weitere Single-Auskopplungen erschienen, veröffentlichte Santos im Oktober 2018 sein Debüt-Album Streets of Gold. Dieses konnte in Deutschland, Österreich und der Schweiz in die offiziellen Album-Charts einsteigen. Im Folgejahr erschien eine Deluxe-Version des Albums mit einer Auswahl weiterer Lieder, darunter auch der Song Unforgettable, der bis in die Top 5 der deutschen Airplaycharts vorrücken konnte. Im August 2019 veröffentlichte Nico Santos das Lied Better, das eine Kollaboration mit der deutschen Sängerin Lena Meyer-Landrut darstellte, für die er mehrfach als Songwriter aktiv war. Der Song entwickelte sich zu einem kommerziellen Erfolg in Deutschland und Österreich.
Im Oktober 2019 veröffentlichte der deutsche Rapper Capital Bra gemeinsam mit Samra sein erstes Kollaborationsalbum Berlin lebt 2, bei dem Santos dem Lied Purple Rain seine Stimme lieh. Dem Track gelang der Einstieg in die deutschen Single-Charts. Im November 2019 folgte mit der Single Play with Fire eine weitere Soloveröffentlichung, die über einen Monat auf Platz zwei der deutschen Airplaycharts verweilte. Ebenfalls 2019 veröffentlichte er mit Álvaro Soler das Duett Fuego, seinen ersten Song auf Spanisch.
Im März 2020 erschien mit Like I Love You die zweite Single-Kollaboration mit Topic. Um das Lied zu bewerben, erfolgte unter anderem ein gemeinsamer Liveauftritt in der Sat.1-Show Luke! Die Schule und ich. Die Single erreichte in Deutschland Position 30 der Singlecharts sowie Platz sechs der Airplaycharts.
Santos war einer der sieben Teilnehmer der 7. Staffel von Sing meinen Song – Das Tauschkonzert. 2023 war er Teilnehmer der 10. Staffel. Im Mai 2020 gewann er für Spanien als erster den von Stefan Raab ins Leben gerufenen Free European Song Contest, der von ProSieben ausgestrahlt wurde. Von der neunten bis zur elften Staffel von The Voice of Germany war er dort Coach. Im November 2020 war er Jurymitglied in der Sendung Luke! Die Greatnightshow: Luke – Die Band 2020.
Im Januar 2022 veröffentlichte Santos zusammen mit Topic, Robin Schulz und Paul van Dyk die Single In Your Arms (For an Angel). Dabei handelt es sich um eine Neuauflage von van Dyks For an Angel aus dem Jahr 1994.

### Karriere als Songwriter und Produzent
2015 kam es zur ersten Zusammenarbeit mit dem deutschen Produzenten-Duo Djorkaeff & Beatzarre, die auch seit längerer Zeit eng mit B-Case kollaborierten. Er selber bezeichnete sich anfänglich als „Praktikant, der sich zum Pianisten und Backgroundsänger hocharbeitete“. Zusammen produzierten sie den Soundtrack des Films Fack ju Göhte 2. Die von ihm gesungenen Lieder It’s Gonna Be Alright und Here Comes the Sun wurden in Download-Portalen zu den erfolgreichsten Liedern der CD. Enthalten war auch das von ihm geschriebene Lied Don’t Give Up on Us, das von Janieck Devy interpretiert wurde. Ebenfalls schrieben sie gemeinsam das Lied Promised Land für den jamaikanischen Sänger Omi. Im November 2015 veröffentlichten Bushido und Shindy das Studioalbum Classic, dessen Stücke ebenfalls aus der Feder von Djorkaeff, Beatzarre und Santos stammten.
Gemeinsam mit Mark Forster und Djorkaeff & Beatzarre schrieb er das Lied Wir sind groß, das sich in Deutschland, Österreich und der Schweiz zu einem Top-10-Hit entwickelte. Der Song wurde 2016 als offizieller EM-Song des ZDF verwendet und wurde mit Platin ausgezeichnet. Parallel dazu erschien auch das dritte Studioalbum des deutschen Rappers Shindy, Dreams. Hier unterstützte er Djorkaeff & Beatzarre bei mehreren Tracks. Ähnlich verhielt es sich bei den Alben Rumble in the Jungle von Ali Bumaye, Nichts war umsonst von Prinz Pi und Black Friday von Bushido. Im Januar 2017 wurde der Tatort Söhne & Väter ausgestrahlt, zu dem Santos, Djorkaeff & Beatzarre, B-Case und Michael Beckmann den Soundtrack schrieben.
Im Juni 2017 stellte die deutsche Sängerin Lena Meyer-Landrut den Song If I Wasn’t Your Daughter vor, den sie gemeinsam mit Santos und Djorkaeff & Beatzarre geschrieben hatte. Lena wird von Santos auch am Klavier begleitet. Das Lied war Teil ihres fünften Studioalbums Only Love, L zu dem Santos ebenfalls das Lied Love beisteuerte, das er in Zusammenarbeit mit dem deutschen Produzenten-Team Beatgees schrieb.
2018 kam es zu mehrfacher Zusammenarbeit mit B-Case und dem spanischen Musiker Juan Magán. Gemeinsam entstanden die Lieder Escondidos und Déjate llevar, wovon sich insbesondere letzteres zu einem großen Erfolg in den spanischen Single-Charts entwickelte und mit mehrfach Platin ausgezeichnet wurde. Auch die Zusammenarbeit mit Djorkaeff & Beatzarre wurde fortgeführt; so schrieben sie den Top-10-Hit Tausend Tattoos von Sido, der Teil des Best-of-Albums Kronjuwelen war. Gemeinsam mit dem deutschen Produzenten-Team Hitimpulse schrieb er den Future-Bass-Track Like This vom italischen DJ und Produzenten Arcando.
Zu weiteren Kollaborationen mit Djorkaeff & Beatzarre kam es 2019, woraus unter anderem die Lieder Purple Rain von Capital Bra und Samra, Meine 3 Minuten von Freschta Akbarzada und Sido sowie 501 von SDP und Teesy hervorgingen. Auch eine weitere Hitimpulse-Zusammenarbeit folgte durch den gemeinsam für MOTi und Icona Pop geschriebenen Song Sink Deeper.

### Arbeit als Schauspieler
2007 und 2008 war Santos in mehreren Werbespots für das Modeunternehmen C&A zu sehen. 2015 war er für fünf Episoden als Tiger Rat alias Malcom Baker in der deutschen Daily-Soap Rote Rosen zu sehen. Dort verkörpert er einen britischen Musiker, der auf der Flucht vor Groupies ist. 2020 und 2021 war Santos zudem mehrfach Teilnehmer in der Sendung Joko & Klaas gegen ProSieben.

## Diskografie
Studioalben

| Jahr | Titel Musiklabel                     | Höchstplatzierung, Gesamtwochen, AuszeichnungChartplatzierungen (Jahr, Titel, Musiklabel, Platzierungen, Wochen, Auszeichnungen, Anmerkungen) | Höchstplatzierung, Gesamtwochen, AuszeichnungChartplatzierungen (Jahr, Titel, Musiklabel, Platzierungen, Wochen, Auszeichnungen, Anmerkungen) | Höchstplatzierung, Gesamtwochen, AuszeichnungChartplatzierungen (Jahr, Titel, Musiklabel, Platzierungen, Wochen, Auszeichnungen, Anmerkungen) | Höchstplatzierung, Gesamtwochen, AuszeichnungChartplatzierungen (Jahr, Titel, Musiklabel, Platzierungen, Wochen, Auszeichnungen, Anmerkungen) | Anmerkungen                                               |
| Jahr | Titel Musiklabel                     | DE | AT | CH | ES | Anmerkungen                                               |
| ---- | ------------------------------------ | --- | --- | --- | --- | --------------------------------------------------------- |
| 2018 | Streets of Gold Virgin Records (UMG) | DE25 (6 Wo.)DE | AT69 (1 Wo.)AT | CH29 Platin · (4 Wo.)CH | — | Erstveröffentlichung: 12. Oktober 2018 Verkäufe: + 20.000 |
| 2020 | Nico Santos Virgin Records (UMG)     | DE3 (31 Wo.)DE | AT5 (14 Wo.)AT | CH2 (16 Wo.)CH | — | Erstveröffentlichung: 8. Mai 2020                         |
| 2023 | Ride Virgin Records (UMG)            | DE2 (4 Wo.)DE | AT42 (1 Wo.)AT | CH37 (2 Wo.)CH | — | Erstveröffentlichung: 26. Mai 2023                        |

## Fernsehauftritte
- 2019–2021, seit 2025, The Voice of Germany, Coach, Sat.1 / ProSieben
- 2020: Sing meinen Song – Das Tauschkonzert, VOX

## Auszeichnungen
1 Live Krone
- 2021: in der Kategorie Beste Single (für Would I Lie To You)[19]

Audi Generation Awards
- 2018: in der Kategorie Musik[20]

Bravo Otto
- 2020: in der Kategorie Sänger/in National (Bronze)[21]

Nickelodeon Kids’ Choice Awards
- 2020: in der Kategorie Lieblings-Song: Deutschland, Österreich, Schweiz (für Better) (mit Lena)[22]
- 2021: in der Kategorie Lieblings-Team: Deutschland, Österreich, Schweiz (The Voice of Germany)[23]

Radio Galaxy Awards
- 2018: in der Kategorie Newcomer[24]